# US Open 1965 (Badminton)
Die US Open 1965 im Badminton fanden in New Orleans statt. Sie waren in diesem Jahr gleichzeitig auch die nationalen Titelkämpfe.

## Finalergebnisse
| Disziplin    | Sieger                              | Finalist                       | Ergebnis           |
| ------------ | ----------------------------------- | ------------------------------ | ------------------ |
| Herreneinzel | Erland Kops                         | Channarong Ratanaseangsuang    | 15–11, 15–8        |
| Dameneinzel  | Judy Hashman                        | Dorothy O’Neil                 | 11–3, 11–0         |
| Herrendoppel | Robert McCoig Tony Jordan           | Erland Kops Knud Aage Nielsen  | 5–15, 15–12, 15–11 |
| Damendoppel  | Margaret Barrand Jennifer Pritchard | Judy Hashman Sue Peard         | 15–7, 13–15, 15–11 |
| Mixed        | Robert McCoig Margaret Barrand      | Tony Jordan Jennifer Pritchard | 15–7, 12–15, 15–12 |